# Goodbye to Yesterday
 (срп. Збогом за јуче) дуетска је песма естонског двојца Стиг Раста и Елина Борн која је представљала Естонију на Песми Евровизије 2015. у Бечу. Стиг Раста је уједно аутор и музике и текста.
Песма је премијерно објављена у дигиталном формату за преузимање 8. јануара 2015. године, као део такмичарског програма националног естонског избора Eesti Laul 2015. У финалној емисији Ести лаула одржаној 21. фебруара Елина и Стиг су са укупно 79% гласова публике остварили убедљиву победу и стекли право да представљају своју земљу у Бечу. Песма представља комбинацију поп музике и алтернативног рока.
У Бечу Естонија је наступила у оквиру првог полуфинала 19. маја где је заузела укупно 3. место са 105 бодова и тако се пласирала у велико финале које је одржано 4 дана касније. Иако је била један од фаворита, песма „Goodbye to Yesterday“ у финалу је освојила тек 7. место са 106 поена, а највише оцене добила је од Финске (10 поена) и Литваније (8 поена).